# Ambassade du Maroc en Jordanie
L'ambassade du Maroc en Jordanie est la représentation diplomatique du royaume du Maroc auprès de la Jordanie. Elle est située à l'avenue El Hariri et angle avenue Youssef ibn Tachfine BP 2175, quartier Ash Shumaysani à Amman, la capitale du pays.
Son ambassadeur est, depuis le 30 novembre 2023 Fouad Akhrif.

## Ambassadeurs du Maroc en Jordanie
30 novembre 2023
| Nom                      | image | Date de la nomination | Date de présentation des lettres de créance | Date de fin de mission | Rois du Maroc        | Rois de Jordanie    |
| ------------------------ | ----- | --------------------- | ------------------------------------------- | ---------------------- | -------------------- | ------------------- |
| Abderrahmane Fassi Fihri |       |                       |                                             | 16 février 1965        | Hassan II            | Hussein             |
| Abdelkbir El Fassi       |       | 16 février 1965       |                                             |                        | Hassan II            | Hussein             |
|                          |       |                       |                                             |                        | Hassan II            | Hussein             |
| Mohamed Tazi             |       | 1974                  |                                             | 1977                   | Hassan II            | Hussein             |
| Abdellatif Laraki        |       |                       | 8 février 1982                              |                        | Hassan II            | Hussein             |
| Mohamed Taher Bennani    |       | 5 février 1991        |                                             |                        | Hassan II            | Hussein             |
| Abdelhamid Kettani       |       | 20 juin 1996          |                                             |                        | Hassan II            | Hussein             |
| Mehdi El Alaoui          |       |                       |                                             | 2003                   | Hassan II/Mohamed VI | Hussein/Abdallah II |
| Abdelkader Zaoui         |       | 12 décembre 2003      |                                             |                        | Mohamed VI           | Abdallah II         |
| Mohamed Maa El Ainine    |       | 10 janvier 2006       |                                             |                        | Mohamed VI           | Abdallah II         |
| Lahcen Abdelkhalek       |       | 26 novembre 2008      | 26 décembre 2008                            | 14 septembre 2016      | Mohamed VI           | Abdallah II         |
| Mohamed Setri            |       | 13 octobre 2016       |                                             |                        | Mohamed VI           | Abdallah II         |
| Khalid Naciri            |       | 20 août 2018          | 19 septembre 2019,                          | 5 Avril 2023           | Mohamed VI           | Abdallah II         |
| Fouad Ahkrif             |       | 30 novembre 2023      |                                             |                        |                      |                     |

## Marocains résidant en Jordanie
Selon le ministère des affaires étrangères, de la coopération africaine et des marocains résidant à l'étranger, nombre de marocains résidant en Jordanie est estimé à 3.407 personnes au 24 juillet 2018.